# Liliana Segura
Liliana Segura ist eine US-amerikanische Journalistin, die sich  hauptsächlich mit Justizsystem und Strafverfolgung der USA und den Freiheitsrechten von Menschen sowie sozialer Gerechtigkeit auseinandersetzt.
Nachdem sie für The Nation und AlterNet schrieb, ist sie seit 2014 für The Intercept tätig. und hat mehrere Preise für ihre Berichterstattung erhalten.
Segura setzt sich für die Abschaffung der Todesstrafe ein und klärt über sogenannte statistische Verzerrungen bei Rechtsprechung und Strafvollzug auf.

## Veröffentlichungen
Liliana Segura war Chefredakteurin der Sonderausgabe The Nations zu Enthüllungen über das American Legislative Exchange Council (ALEC) „ALEC:Exposed“, in dem Konzerne ihre Position wirksam in die Gesetzgebung einfließen lassen. Zudem leistete sie einen Beitrag zu „Against Equality: Prisons Will Not Protect You“ von Ryan Conrad. In Jeremy Scahills Schmutzige Kriege – Dirty Wars wird sie mit besonderem Dank geehrt.